# Wiara (imię)
Wiara, Wiera – imię żeńskie pochodzące od nazwy jednej z cnót chrześcijańskich – wiary (łac. fides). Popularną zachodnioeuropejską transliteracją tego imienia jest Vera, a jego odpowiednikiem w krajach wschodniosłowiańskich – Wiera.
Forma Wiera jest charakterystyczna dla ludności prawosławnej; w roku 1994 ponad 60% spośród 4876 osób noszących to imię w formie Wiera zamieszkiwało w ówczesnym województwie białostockim, które obecnie wchodzi w skład województwa podlaskiego.
Obecnie liczebność osób w Polsce noszących to imię w formie Wiera spada (tylko w latach 2001–2007 spadła prawie o połowę). W 2019 osób noszących imię w tej wschodniosłowiańskiej formie było w Polsce 1818.
W Polsce, nienależącej do obszaru wschodniej Słowiańszczyzny, imiona trzech cnót chrześcijańskich (Wiara, Nadzieja, Miłość) są rzadko nadawane (Wiara miała w 2019 roku tylko 6 nadań). 
Wiara imieniny obchodzi 15 maja, 1 sierpnia i 30 września.

## Odpowiedniki w innych językach
- język albański – Vera
- język angielski – Vera
- biał. Вера (Wiera)
- język bułgarski – Вера (Wera)
- język chorwacki – Vjera
- język czeski – Věra
- język duński – Vera
- esperanto – Vera
- język estoński – Veera
- język fiński – Veera
- język francuski – Véra
- język grecki – Βέρα (Véra)
- język hiszpański – Vera
- język islandzki – Vera
- język japoński – ヴェラ (Vera)
- język litewski – Verute
- język luksemburski – Vera
- język łotewski – Vaira
- język macedoński – Вера (Wera)
- język niderlandzki – Vera
- język niemiecki – Vera
- język norweski – Vera
- język portugalski – Vera
- ros. Вера (Wiera)
- język rumuński – Vera
- serb. Вера (Vera)
- język słowacki – Viera
- język słoweński – Vera
- język szwedzki – Vera
- ukr. Віра (Wira)
- volapük – Vera
- język waloński – Vera
- język węgierski – Vera
- język włoski – Vera

## Imienniczki
- św. Wiara – męczennica, święta prawosławna i katolicka.
- św. Fides z Agen († 303) – męczennica, święta katolicka.
- Wiera Badalska – polska autorka książek i wierszy dla dzieci.
- Wiera Bielik – radziecka lotnik wojskowa, lejtnant lotnictwa.
- Wiera Charuża – białoruska dziennikarka i partyzantka, Bohater Związku Radzieckiego.
- Wiera Gran – polska piosenkarka, aktorka kabaretowa i filmowa.
- Wiera Jelinek – pierwsza w Polsce kobieta ordynowana na pastora Kościoła ewangelicko-reformowanego.
- Wiera Kaszczejewa – radziecka żołnierka, sanitariuszka.
- Wiera Niebolsina – rosyjska szachistka.
- Wiera Wołoszyna – radziecka partyzantka.